# Múcsony
Múcsony is een plaats (nagyközség) en gemeente in het Hongaarse comitaat Borsod-Abaúj-Zemplén. Múcsony telde in 2001 3486 inwoners.